# Boothferry
Boothferry – wieś w Anglii, w hrabstwie East Riding of Yorkshire. Leży 37 km na zachód od miasta Hull i 252 km na północ od Londynu.